# (74019) 1998 GY
1998 جي واي (ويعرف أيضًا باسم (74019) 1998 جي واي وفق تسمية الكوكب الصغير) (بالإنجليزية: 1998 GY)‏ هو كويكب ضمن حزام الكويكبات؛ وترتيبه 74019 من حيث الاكتشاف.
اكتُشف هذا الجُرم الفلكي بواسطة Frank B. Zoltowski ‏ في 2 أبريل 1998.

## وصلات خارجية
- (74019) 1998 GY في قاعدة بيانات مختبر الدفع النفاث لأجرام النظام الشمسي الصغيرة

- الاكتشاف · مخطط المدار ·  العناصر المدارية · المعلمات المادية

- (74019) 1998 GY على موقع ويكي سكاي: DSS2, SDSS, GALEX, IRAS, Hydrogen α, X-Ray, Astrophoto, Sky Map, Articles and images